# إسماعيل مورينو بينو
إسماعيل مورينو بينو (بالإسبانية: Ismael Moreno Pino)‏ هو دبلوماسي ومحامي مكسيكي، ولد في 15 فبراير 1927 في ماردة في المكسيك، وتوفي في 15 أغسطس 2013 في مدينة مكسيكو في المكسيك.